# Eustrotia triangulata
Eustrotia triangulata är en fjärilsart som beskrevs av Barend J. Lempke 1949. Eustrotia triangulata ingår i släktet Eustrotia och familjen nattflyn. Inga underarter finns listade i Catalogue of Life.